# 驳船

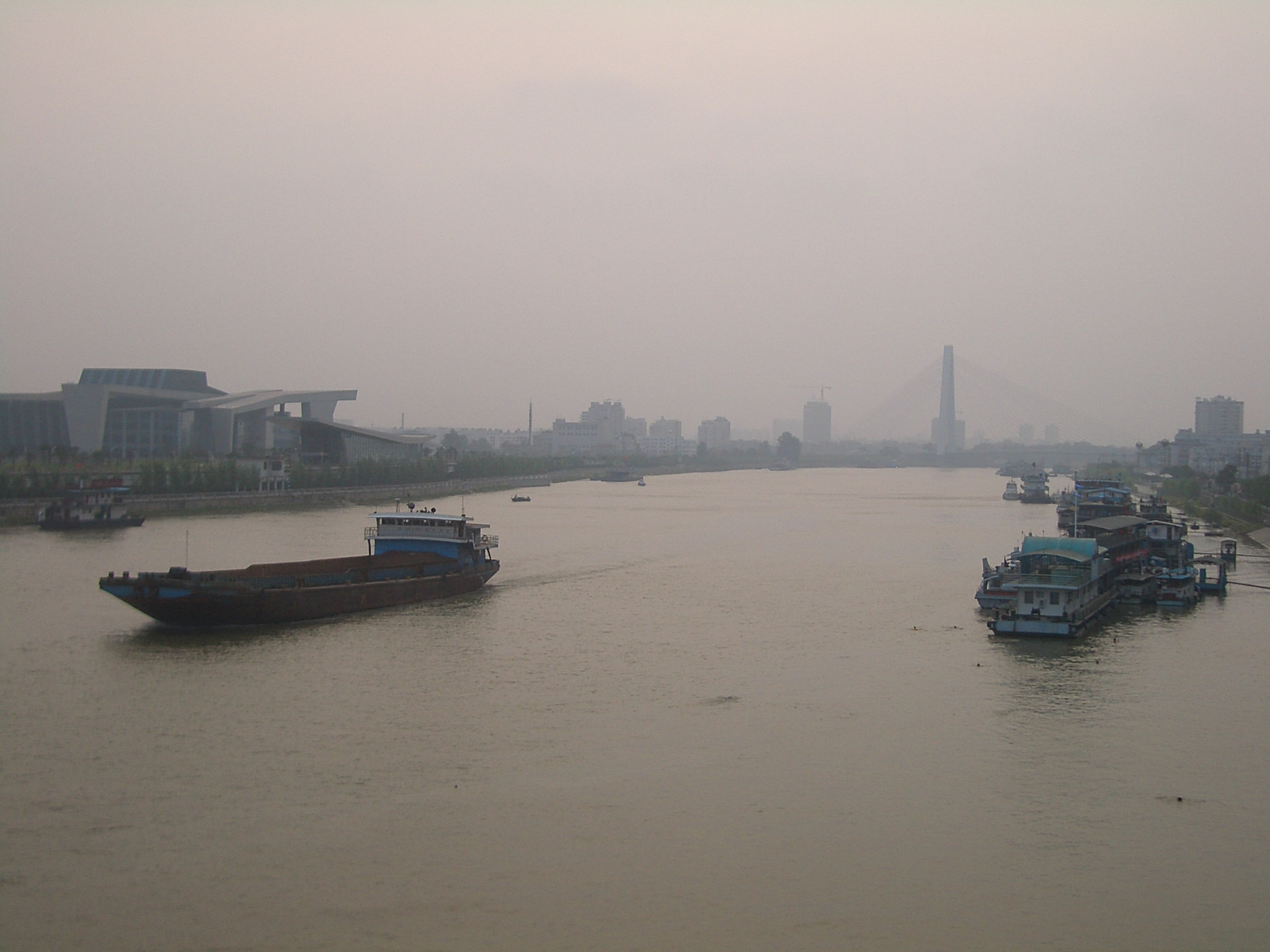
漢水驳船

驳船因其船型小、载重吨位小、平底，主要用于内河浅狭航道的货物运输。属于航運中的支线运输。其作用是将小批量几十吨的货物，从内河码头驳运到深水港，再安排上干线船、貨櫃輪船等遠洋船。由于集装箱运输的普及，现在很多驳船都可以散杂货混运。